# Vallekilde Højskole
Vallekilde Højskole er en dansk folkehøjskole, der blev oprettet i 1865 i landsbyen Vallekilde, som nu er vokset sammen med stationsbyen Hørve i Odsherred.

## Starten
Højskolen startede 1. november 1865 med et elevhold i ”den fine stue” i Peder Frederiksens gård, cirka 500 meter vest for skolens nuværende beliggenhed. Stifteren var Ernst Trier, en 29-årig teolog fra København.
Den første vinter gik det så godt, at der måtte skaffes mere plads til næste hold. Det lykkedes efter mange besværligheder at købe et stykke jord lidt øst for Vallekilde. Den første bygning blev opført i træ, og tømmeret blev sejlet til Hørve fra København, hvor Triers far var tømmerhandler. Det nye hold var på 42 elever, og skolen var lige knap færdig 23. oktober 1866, da der skulle holdes indvielse.
I 1953 overdrog forstander Uffe Grosen højskolen til en selvejende institution.

## Håndværkerskolen
Lærersønnen Andreas Bentsen havde været i tømrerlære, men tog også lærereksamen. På seminariet var Ernst Trier en af hans lærere, og i 1868 ansatte Trier ham som højskolelærer. Bentsen byggede hus på højskolens grund og boede der resten af livet. Han opførte også avlsbygninger til højskolen: i 1869 svinehus, i 1871 et østre udhus, i 1872 port og hjørnebygning, der forbandt de to bygninger, i 1874 lade med overetage og kælderrum og i 1877 – sammen med forlængelse af skolefløjen mod vest – kostald og overbygget forlængelse af lade og ishus.
I sin fritid lærte han gerne fra sig til de elever, der var interesserede i håndværk, og de kom med på hans byggeprojekter, der efterhånden mest foregik uden for højskolen. Trier opmuntrede ham til at tage disse opgaver, for Bentsen havde god tid i sommermånederne, hvor der var pigeskole på Vallekilde. Han tegnede 10 valgmenighedskirker og ledede selv opførelsen af de 6, bl.a. Korskirken i Vallekilde. Bentsen løste næringsbrev som tømrer- og murermester i 1875 og startede i 1877 en regulær håndværkerundervisning på Vallekilde med 24 elever. Men det var upraktisk, at de skulle dele højskolens lokaler med de andre elever, så der blev opført en særlig håndværkerskole, som blev indviet 3. november 1879.

## Øvelseshuset
Andreas Bentsen var stærkt engageret i Skyttesagen og benyttede kontakten med eleverne til at starte skytteforeninger på deres hjemegn, når han var på rejse. For skytteforeninger landet over opførte han 21 "øvelseshuse" (gymnastiksale) og leverede tegninger til næsten lige så mange. Øvelseshuset blev som regel også det lokale forsamlingshus. Det første øvelseshus blev bygget i Vallekilde i 1872.
Sammen med polytekniker N.H. Rasmussen, der underviste i gymnastik på Vallekilde, deltog han i en stor gymnastikfest i Stockholm, hvor de blev meget begejstrede for "det Lingske system", opkaldt efter digteren og gymnastikpædagogen Pehr Henrik Ling. Bentsen satte sig ind i, hvilke redskaber der skulle bruges, og Rasmussen tog senere på 4 måneders kursus i Sverige for at lære systemet. Hans brev herfra overbeviste Trier om, at Vallekilde skulle have et nyt og større øvelseshus. Han satte straks Bentsen i gang med at tegne, og på Triers anmodning tog Bentsen ind til arkitekt Martin Nyrop, som i 1876 havde tegnet skolens hovedtrappe, der senere blev revet ned. Nyrop kom med forslag til hovedindgang, vinduesform og væggenes udstyr. Nyrop havde også været i tømrerlære, og sammen byggede de et fint træhus med en spinkel tømmerkonstruktion og mange fint gennemarbejdede detaljer i træ med inspiration i gammel nordisk byggeskik.
25. februar 1884 blev det ny øvelseshus indviet med den første danske opvisning i "svenskegymnastik", der fik meget stor betydning for den folkelige gymnastik i Danmark.

## Senere bygninger
Martin Nyrop tegnede de næste bygninger: lærerboliger, Hytten og Solvang i 1889 samt skolefløjen i 1906-08. Nyrop er i dag mest kendt for at have tegnet Københavns Rådhus. Skolens store rødstensbygning, som er den første man møder ved ankomsten, kan da også minde lidt om rådhuset i stilen.
Bygningen fra 1865, øvelseshuset samt væve- og sløjdskolen er fredede. Øvelseshuset gennemgik en omfattende restaurering i 1982-84.

## Nutiden
I dag udbyder Vallekilde Højskole undervisning indenfor journalistik, tv-tilrettelæggelse, event- og projektledelse, design, spiludvikling og skønlitterær skrivning. En del elever bruger højskoleopholdet som forberedelse til optagelsesprøver på bl.a. Danmarks Medie- og Journalisthøjskole og Center for Journalistik (Syddansk Universitet). Andre bruger opholdet som forberedelse til Forfatterskolen.

## Forstandere
- 1865-1893 Ernst Trier (1837-1893)
- 1893-1923 Povl Hansen (1856-1934) og hustru Sigrid Trier Hansen[4]
- 1923-1954 Uffe Grosen (1894-1971) og hustru Anna (1897-1987), derefter højskolelærer[5]
- 1954-1967 Jørgen Holm Jessen (1913-2003) og hustru Bodil Andersen, tidl. Jaruplund Højskole[6]
- 1968-1978 Carl Georg Veit (1929-1994) og hustru Herdis (1933-2006), tidl. bl.a. Krogerup Højskole[7]
- 1979-1986 Finn Slumstrup (1941-2018)[8]
- 1986-2002 Lasse Rathnov (1939-2011) og hustru Betty[9][10]
- 2003-2005 Troels Mylenberg (1970- )[11]
- 2006-2009 Bo Espersen (1971- )[12]
- 2010- Torben Smidt Hansen (1960- )[13]